# حسان الدوس
حسان الدوس، مغني أوبرالي تونسي يعتبر من القلائل الدين دخلوا إلى هذا الميدان في تونس، صوته ينتمي إلى طبقة تينور.

## سيرة شخصية
أصله من سوسة ، أصبح حسن دوس عازف جيتار في فرقة روك تشكلت مع الأصدقاء ثم بدأ الغناء. كان معجبًا بفنانين مثل ميتاليكا ومايكل جاكسون، وانتهى به الأمر بالتوجه نحو الأوبرا بفضل جويل هيويلون وهنري روني، وهما مغنيان عبرا تونس.
في عام 2011، حصل على جائزة الأمل الشاب في مسابقة Vivonne الدولية الثانية عشرة، جعلته أول مغني أوبرا تونسي يحصل على جائزته الأولى في الخارج. بعد أن طور أسلوبه في المعهد الموسيقي بسوسة وكذلك في تونس، بدأ في تأليف موسيقى تمتزج فيها عدة أنماط.
في يناير 2014، صنع غلاف مجلة People Tunivisions.
في عام 2017، أصدر ألبومه «طاير» وقام بجولة بين يونيو وسبتمبر  منها مهرجان الحمامات الدولي.
في شهر أغسطس 2018، أدى في مهرجان قرطاج الدولي بالكرنفال عرض غناء ورقص.
تخرج من المعهد العالي للموسيقى والمسرح بميونخ Hochschule für Musik und Theatre München.

## الدليل
- بدوخال
- تشاتا
- يا ولدى
- طباني
- طاير
- هوه
- عيشكا
- نحن تونس

## رابط خارجي
- "Hassen Doss : une voix d'or venue de l'autre côté de la Méditerranée". culturebox.francetvinfo.fr (بالفرنسية). 6 décembre 2016. Archived from the original on 2019-04-15. Retrieved 19 novembre 2017. {{استشهاد ويب}}: تحقق من التاريخ في: |تاريخ الوصول= and |تاريخ= (help)